# Built to Spill
Built to Spill – amerykańska grupa indierockowa ze stanu Idaho. Jej liderem jest Doug Martsch. Zespół wymienia wśród swoich inspiracji takich artystów, jak Dinosaur Jr., Neil Young, Pavement czy Camper Van Beethoven. Wpływ jego twórczości można dostrzec w muzyce Modest Mouse, Death Cab for Cutie, a także wielu innych artystów indierockowych.

## Dyskografia

### Albumy studyjne
- Ultimate Alternative Wavers (C/Z Records 1993)
- There's Nothing Wrong with Love (Up Records 1994)
- Perfect from Now On (Warner Bros. 1997)
- Keep It Like a Secret (Warner Bros. 1999)
- Ancient Melodies of the Future (Warner Bros. 2001)
- You in Reverse (Warner Bros. 2006)
- There Is No Enemy (Warner Bros. 2009)
- Untethered Moon (Warner Bros. 2015)[1]

### Kompilacje i albumy koncertowe
- The Normal Years (K Records 1996)
- Live (Warner Bros. 2000)

### EP
- Built To Spill & Caustic Resin (Up 1995)
- Carry the Zero (Warner Bros. 1999)